# ويليام بيندكت فريند
ويليام بيندكت فريند (بالإنجليزية: William Benedict Friend)‏ هو كاهن كاثوليكي أمريكي، ولد في 22 أكتوبر 1931 في ميامي في الولايات المتحدة، وتوفي في 2 أبريل 2015 في كورال سبرنغز في الولايات المتحدة.